# Casa Hermann-Grima
La Casa Hermann-Grima es una casa museo histórica en el Barrio Francés de Nueva Orleans, Luisiana. Esta residencia, cuidadosamente restaurada, ofrece una representación fiel de la vida en la ciudad durante el siglo XIX. Se trata de una mansión de estilo federal con un jardín interior, construida en 1831. Alberga el único establo original que aún se conserva en el Barrio Francés, así como una cocina con fogón abierto de la década de 1830.
La casa ha sido restaurada a su esplendor original mediante estudios arqueológicos y una minuciosa revisión del contrato de construcción y de los inventarios. Es reconocida como uno de los primeros ejemplos de arquitectura estadounidense en el Barrio Francés. La restauración representa con fidelidad el estilo de vida refinado de una próspera familia criolla. Aproximadamente la mitad de la colección proviene de las familias originales.
actualmente The Woman’s Exchange), una organización local sin fines de lucro, compró la propiedad en la década de 1920 y la operó como una pensión para mujeres solteras hasta 1975. Ese mismo año, fue restaurada y reabierta como museo, y The Woman’s Exchange continúa siendo la propietaria y administradora del edificio hasta hoy. Fue declarada Monumento Histórico Nacional en 1974. 

## Arquitectura

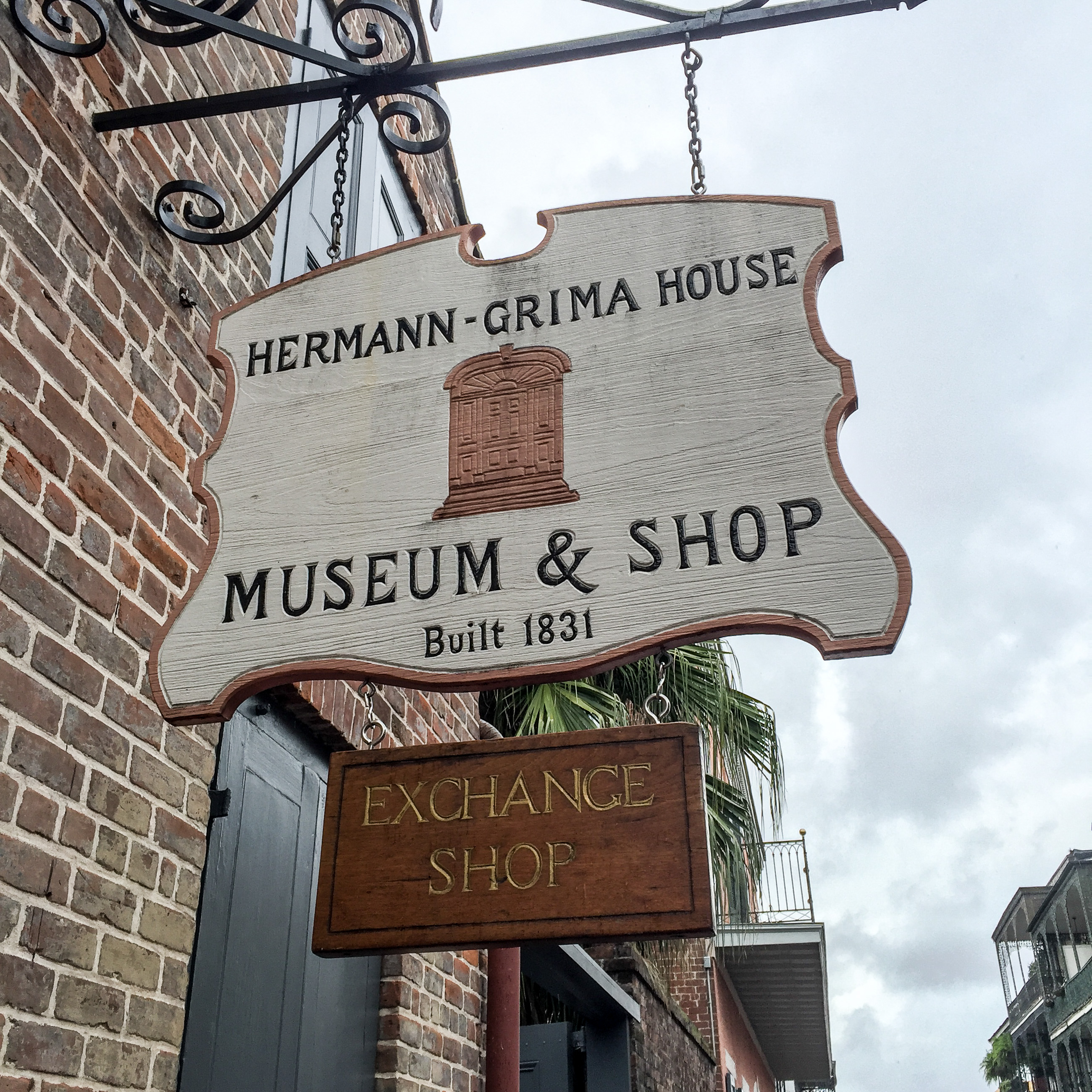
Rotulo de entrada

William Brand diseñó y construyó la casa en estilo federal o georgiano. Este no era un estilo comúnmente utilizado en Nueva Orleans a principios del siglo XIX. La casa presenta una fachada simétrica, una puerta ornamentada y un amplio pasillo central, aunque no es un ejemplo puramente federal.
Brand tomó la forma arquitectónica básica de una casa de estilo federal y le añadió varios gabinetes, balcones y galerías, que responden más bien a la tradición arquitectónica criolla de Luisiana. Estas adiciones no fueron meramente decorativas, sino adaptaciones prácticas a las exigencias del clima cálido y húmedo del sur. Los cuartos destinados a las personas esclavizadas fueron construidos siguiendo el modelo típico de Nueva Orleans: sin pasillos interiores, las habitaciones se conectaban mediante balcones exteriores, lo que facilitaba la vigilancia constante y el control del movimiento.

## Estilos de muebles
En la Casa Hermann–Grima se conservan cuatro estilos principales de mobiliario. Dado que la casa fue una residencia privada aproximadamente entre 1831 y 1924, existen varios estilos que resultan pertinentes para la interpretación histórica que ofrece el museo. La mayoría de la colección se clasifica, en términos generales, dentro del estilo Imperio estadounidense y del primer período victoriano, con numerosos ejemplos representativos de subestilos específicos dentro de ambas categorías. 

### Imperio estadounidense tardío
El mobiliario de estilo Imperio estadounidense estuvo profundamente influenciado por el estilo neoclásico del Imperio francés, caracterizado por líneas rectas y motivos inspirados en la Grecia y Roma antiguas. Sin embargo, el estilo americano se distingue por una sensación visual más pesada y robusta que su contraparte francesa. Fue un estilo muy de moda entre 1830 y 1850, aunque continuó considerándose apropiado—sólido y conservador—aun décadas después. La colección de la Casa Hermann–Grima incluye una cantidad significativa de piezas clasificadas dentro de este estilo.

### Restauración
El estilo Restauración es una subcategoría del estilo Imperio. Su nombre hace referencia a la restauración de Luis XVIII al trono de Francia tras la derrota de Napoleón. También está influenciado por el estilo Imperio francés. Aunque también se inspira en el estilo Imperio francés y en modelos clásicos griegos y romanos, se distingue por líneas de curvas más pronunciadas y ornamentación más suavizada. En Estados Unidos, este estilo fue interpretado por ebanistas como François Seignouret. Ejemplos representativos del estilo Restauración pueden observarse en toda la Casa Hermann–Grima, especialmente en el comedor.

### Interior

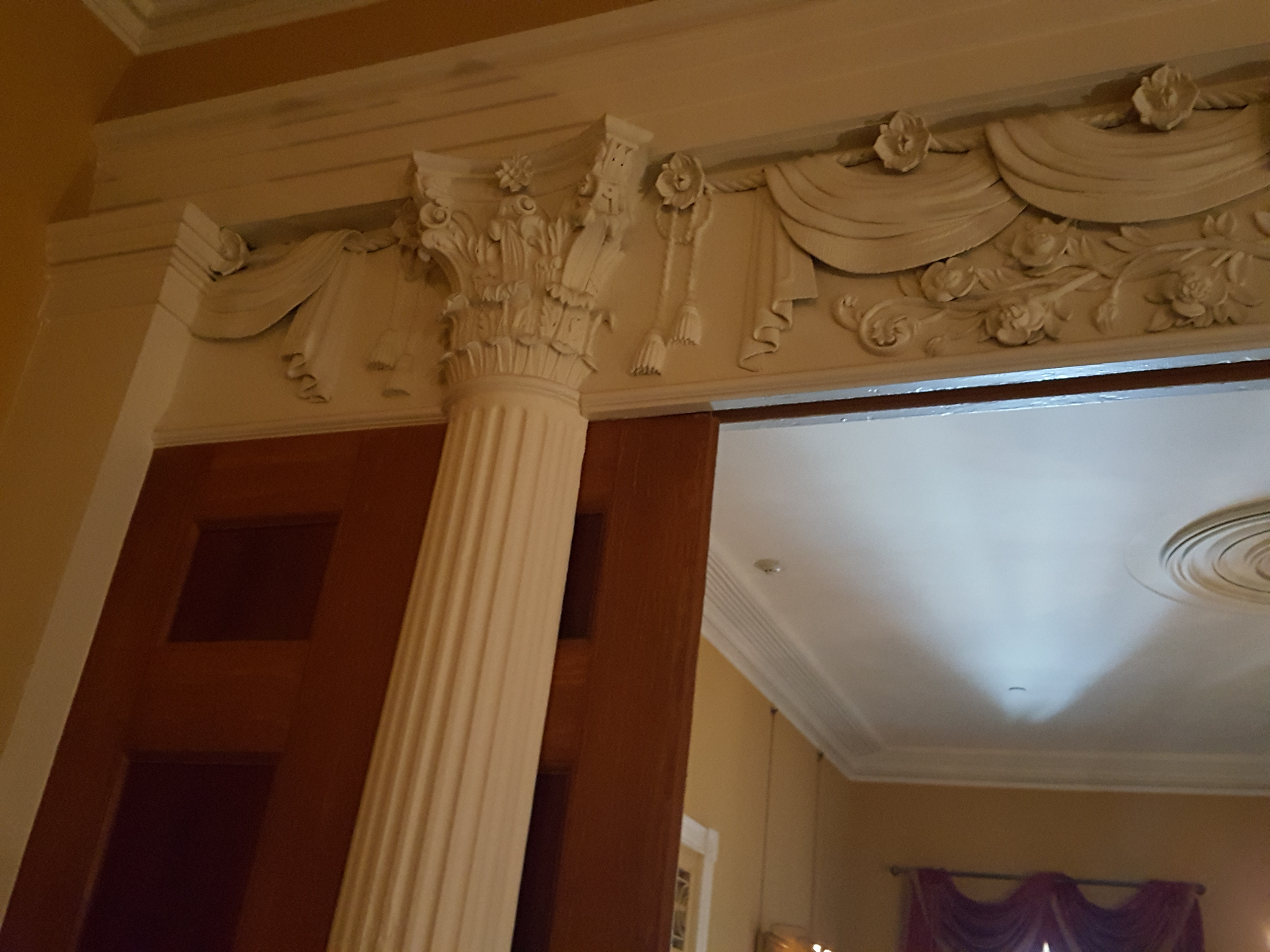
Detalle del pilar

### Pilar y pergamino
Este estilo del primer período victoriano tuvo una fuerte influencia sobre los ebanistas estadounidenses, entre ellos Joseph Meeks. Meeks tenía un punto de venta de muebles en la calle Chartres de Nueva Orleans, aunque su oficina principal se encontraba en Nueva York. Las características de este estilo también se basan en modelos griegos y romanos, pero se manifiestan en construcciones simples y superficies planas y unidimensionales, con columnas y volutas que sirven de soporte estructural. Las piezas eran fabricadas a máquina o parcialmente mecanizadas. La colección de la Casa Hermann–Grima conserva varios ejemplos notables de este estilo de mobiliario.

### Renacimiento rococó
El estilo Renacimiento Rococó se volvió popular aproximadamente entre 1845 y 1860. El clasicismo dio paso al romanticismo, y la fascinación por el pasado sirvió de base para toda una serie de "estilos de renacimiento". El más difundido fue el Renacimiento francés, que evocaba la época de Luis XV y Madame de Pompadour—es decir, el estilo Renacimiento Rococó. En Estados Unidos, fue popularizado por ebanistas como Henry Belter y Prudent Mallard. Este mobiliario se caracteriza por sus curvas en forma de C y S, y por una estética ligera y femenina. Los tallados decorativos con motivos de frutas, flores y conchas eran especialmente apreciados. La Casa Hermann–Grima conserva un hermoso dormitorio completo en estilo Renacimiento Rococó, junto con otros excelentes ejemplos de este tipo de mobiliario.

## Familias

### Familia Hermann

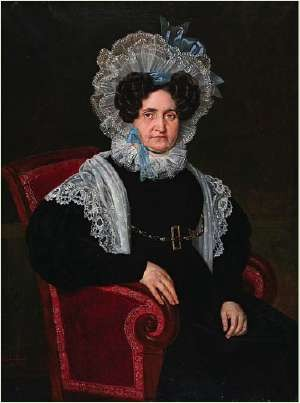
Señora Marie Emeranthe Becnel Brou Hermann

Samuel Hermann nació en 1777 en Rödelheim, Alemania. Emigró a Luisiana en 1804 y se estableció en la costa alemana, a unas veinte millas río arriba de Nueva Orleans. Su esposa, Marie Emeranthe Becnel, nació en la parroquia de St. John the Baptist en 1776. Samuel y Emeranthe se casaron en 1806 en la Iglesia de St. John the Baptist. Los Hermann tuvieron cuatro hijos. Eran Samuel, Jr., Louis Florian, Lucien y Marie Virginie. Samuel trabajaba como agente y corredor para propietarios de plantaciones y comerciantes de Nueva Orleans. En 1813 se trasladaron a Nueva Orleans y vivieron en varias casas del Barrio Francés. Samuel continuó trabajando como corredor y amplió sus negocios hacia las hipotecas, acciones y bienes raíces.
La familia compró un terreno en la calle St. Louis en 1831, y Samuel contrató al arquitecto William Brand para construir una nueva residencia. El Sr. Brand edificó una casa de estilo Federal para la familia. Hoy, esa casa es el Museo Histórico Hermann–Grima. En 1837, el mercado inglés del algodón colapsó, lo que desencadenó una crisis financiera a nivel mundial. La fortuna del Sr. Hermann se perdió eventualmente como consecuencia de ese colapso, y tuvo que vender la casa a Felix Grima.
La familia Hermann continuó viviendo en el Barrio Francés junto a su hija y la familia de esta. Samuel Hermann falleció en 1851 y Emeranthe Hermann en 1853. Ambos están enterrados en el Cementerio de St. Louis No. 2.

### Familia Grima
Félix Grima era el hijo menor de Albert Xavier Grima, oriundo de Malta, y su esposa, Marie Anne Filiosa, nacida Nueva Orleans. Félix nació en Nueva Orleans en 1798.  Se graduó del Collège d'Orléans, una escuela criolla con énfasis en los clásicos, y luego estudió derecho con su cuñado. Su esposa fue Marie Sophie Adelaide Montegut, nacida en 1811. La pareja vivió en la esquina de Bourbon y Toulouse, donde más tarde se construiría la  Ópera Francesa. Cinco de sus hijos nacieron en esa casa, y cuatro más después de que se mudaran a la residencia ubicada en el número 820 de la calle St. Louis.
Se mudaron a la antigua casa de los Hermann en 1844, junto con la hermana soltera de Felix y su madre viuda. Eran una familia culta y de amplia formación. El museo conserva hoy más de dos mil libros que pertenecieron a la familia. Participaban activamente tanto en la vida social como en la vida religiosa de la ciudad. La Sra. Grima organizaba un grupo de costura vinculado a la Catedral de San Luis, y la hija menor cantaba en los coros de la misma catedral y de la iglesia de San Agustín. La familia Grima residió en la casa del 820 de la calle St. Louis hasta 1921, cuando el último miembro de la familia que vivía allí la vendió y se trasladó a Uptown New Orleans.

## La Christian Woman's Exchange
La Christian Woman's Exchange fue fundada en Nueva Orleans en 1881 por Margaret W. Bartlett. Su propósito original era ofrecer un espacio donde mujeres necesitadas pudieran vender productos hechos en casa o reliquias familiares. A lo largo de su historia, la Christian Woman's Exchange contó con el apoyo financiero de destacadas mujeres de Nueva Orleans, entre ellas la Sra. Ira A. Richardson, Caroline S. Tilton, la Sra. Charles L. Howard y M.L. Whitney. Posteriormente fue rebautizada como The Woman’s Exchange y forma parte de un movimiento más amplio a nivel nacional.
En 1887, la Exchange adquirió la Casa Edwards, ubicada en la esquina de las calles Camp y South, donde funcionaban una tienda, una biblioteca, un comedor y una pensión para mujeres. En 1924, la Exchange compró la Casa Hermann–Grima en el 820 de la calle St. Louis. Como se indicó anteriormente, el edificio sirvió como pensión para mujeres hasta 1975, cuando fue transformado en museo de casa histórica. En 1996, The Woman’s Exchange se convirtió en la responsable de la Casa Gallier—también un museo de casa—tras adquirirla de la Universidad de Tulane.
El cambio de nombre de la organización, omitiendo la palabra “Christian”, fue relativamente reciente—ocurrió a finales del siglo XX o a comienzos del siglo XXI.